# بیخو
 بیخویه نام یکی از روستاهای استان فارس و شهرستان خنج است. 
بیشتر مردم آن ترک زبان هستند از شاخه ایل قشقایی » طایفه عمله » تیره کلاه سیاه
از بزرگان منطقه گرگعلی فضلی و از افراد مشهور منطقه صادق فضلی وکیل بین المللی نوه گرگعلی فضلی می باشد
 بیخو  روستایی است باستانی، و تاریخ این روستا به دوران پیش از اسلام بر می‌گردد، روستا در کنار دره ای پهناور قرار دارد که پر از درخت سمر و کُنار و درخت خرما و درخت گز است. 